# The Typing of the Dead
The Typing of the Dead är ett arkadspel som också släppts till Dreamcast, PC och Playstation 2. Spelet bygger på House of the Dead 2 där en ljuspistol används för att spela spelet, till skillnad från The Typing of the Dead där ett tangentbord används. Spelet har en uppföljare som endast har släppts i Japan under namnet The Typing of the Dead: Zombie Panic.